# Anatoli Iwanowitsch Baranzew
Anatoli Iwanowitsch Baranzew (russisch Анатолий Иванович Баранцев; * 3. Januar 1926 in Moskau; † 5. Oktober 1992 ebenda) war ein sowjetischer bzw. russischer Theater- und Film-Schauspieler, Schauspiellehrer und Synchronsprecher.

## Leben und Leistungen
Baranzew arbeitete von 1944 bis 1945 als Dreher in einer Waffenfabrik und trat parallel dazu seit 1944 beim Mossowjet-Theater auf. 1948 beendete er die dortige Schauspielschule und blieb dem Haus bis zu seinem Tod treu. Zu den von ihm bedienten Stücken zählten Der schöne Mann von Alexander Ostrowski und Shakespeares König Lear. Die Rolle des Kaufmanns in Ostrowskis Ein besuchter Platz in der Inszenierung von Jewgeni Nikolajewitsch Lasarew war seine letzte auf der Bühne.
Sein Debüt vor der Kamera gab Baranzew 1959 in Das gestohlene Glück, danach war er rund zehn Jahre ausschließlich in Bühnenaufzeichnungen zu sehen, die den überwiegenden Teil seines filmischen Schaffens ausmachten. Mit Забавный случай (Sabawny slutschai,deutsch Der besondere Zufall, 1969) und Вешние воды (Weschnije wody, 1970) trat er in diesem Spektrum auch zweimal als Regisseur in Erscheinung. Im Film trat Baranzew meist in kleinen Rollen auf, zu seinen wichtigsten Engagements zählt Peters Jugend (1981). Auch Fernsehproduktionen wie Сибирь (Sibir, 1976), Россия молодая (Rossija molodaja, 1981) und Фитиль (Fitil,  1982/86) gehören zu seinem Schaffen, ebenso historische Werke wie die Filmbiografie Мать Мария (Mat Marija, 1982) über die Autorin Elisaweta Jurjewna Kusmina-Karawajewa und den erst nach seinem Tod erschienene Mehrteiler Раскол (Raskol, 1993) über die Gründung der Bolschewiki. Neben dem Wirken vor der Kamera war er seit Mitte der 1970er Jahre in über 20 Animationsfilmen als Sprecher zu hören, u. a. als Stiefmutter in Anja und die vier Jahreszeiten (1980).
Trotz seiner Vielfältigkeit als Darsteller wurde Baranzew zumeist nur als kleiner, lustiger Mann wahrgenommen, der Kommersant verglich ihn in seinem Nachruf mit Bob Hoskins. Neben der Schauspielerei hatte er eine große Vorliebe für literarische Klassiker, so gab er in einer Bühnenaufzeichnung von Schillers Don Karlos (1980) die Rolle des Domingo.
Zwischen 1961 und 1964 unterrichtete Baranzew außerdem an der Schule des Mossowjet-Theaters und setzte sich in dieser Zeit auch für die Inszenierung des später sehr erfolgreichen Stückes Дорогая Елена Сергеевна  (Dorogaja Jelena Sergejewna) ein. Von 1973 bis 1977 war er Lehrer am Staatlichen Institut für Theaterkunst.
Baranzew, der seit dem 18. Dezember 1965 den Titel Verdienter Künstler der RFSR trug, litt lange an Diabetes, gegen Ende seines Lebens nahmen auch seine Seh- und Hörkraft ab. Er starb im Alter von 66 Jahren an Magenkrebs und wurde auf dem Danilow-Friedhof, Abschnitt 14a, beigesetzt.

## Filmografie (Auswahl)
- 1959: Das gestohlene Glück (Sampo)
- 1977: Weißer Bim, Schwarzohr (Bely Bim – Tschjornoje ucho)
- 1980: Anja und die vier Jahreszeiten (Sekai meisaku dôwa: Mori wa ikiteiru) (Animationsfilm, Stimme)
- 1981: Peters Jugend (Junost Petra)
- 1981: Россия молодая (Rossija molodaja) (Miniserie, drei Teile)
- 1982/86: Фитиль (Fitil) (Fernsehsendung, Folgen 245 und 292)
- 1986: Снегурята (Snegurotschka) (Animationsfilm, Stimme)